# 葉青 (詩人)
葉青（1979年10月16日—2011年4月2日），本名林葉青，台灣女詩人及作家，國立台灣大學和台北市立第一女子高級中學校友。葉青的文字精準而犀利，擅於描寫感情生活，現代詩作品散見PTT詩版與港台現代詩論壇，廣受到年輕讀者喜愛。另曾任教育部國語辭典編輯、桃園縣立慈文國中國文老師、誠品書店商品處影音企劃、誠品好讀、KKBOX古典樂、爵士樂長期約稿作者。

## 生平
- 1994年，就讀臺北市立第一女子高級中學。
- 1997年，就讀國立臺灣大學中文系。
- 2005年，翻譯羅素所著《陽性反應》出版。[1]
- 2006年，首部著作《生存密碼：世界未解之謎》出版。
- 2009年，新詩〈世界大同〉刊登《衛生紙詩刊》，用四段獨白刻畫一個失敗家庭──或說整個失敗的世界，犀利而蒼涼。
- 2011年，二月與作家鴻鴻協談詩集出版事宜[2]。四月因憂鬱症疾病所苦而選擇結束生命，得年32歲。[3]八月所著詩集《下輩子更加決定》、《雨水直接打進眼睛》於逝後出版，前者是作者自編的選集，後者則是在詩集付梓之前的兩個月內，作者密集創作的百餘首作品集結而成。

## 作品

### 詩集
- 《雨水直接打進眼睛：葉青詩集》葉青著，臺北：黑眼睛文化，2011年8月；成都：四川人民出版社，2018年2月
- 《下輩子更加決定：葉青詩集》葉青著，臺北：黑眼睛文化，2011年8月；成都：四川人民出版社，2018年2月

### 論述
- 《生存密碼：世界未解之謎》，林葉青著，臺北：健行文化出版，2006年
- 《生死密碼：名人死亡之謎》，林葉青著，臺北：健行文化出版，2007年

### 翻譯
- 《陽性反應》羅素著：臺北：天培文化出版，九歌出版社總經銷，2005年

## 評價
- 鴻鴻：「通過這些詩，每一個讀到的人於是都無法遺忘這種感覺了，即使我們的求生本能曾努力要忘掉。這就是葉青留給世界最好的禮物──不是涼風，而是風裡的砂。即使她想盡力避開我們的眼睛，我們還是會感到刺痛。」[4]

## 外部連結
- 葉青紀念臉書粉絲專頁(由家人經營)下輩子更加決定
- 葉青詩集出版社 黑眼睛文化